# Alain Ducasse
Alain Ducasse (Castel-Sarrazin, 1956) é um chef de cozinha (originariamente Francês), doravante monegasco conhecido internacionalmente.
Começou sua carreira em 1972 no Pavillon Landais, um restaurante na cidade de Soustons. Seu trabalho seguinte é no restaurante de Michel Guérard (em Eugénie-les-Bains), onde ficou 2 anos, exceto por um pequeno período no inverno trabalhando para Gaston Lenôtre.
Em agosto de 1996, foi inaugurado o restaurante Alain Ducasse no hotel Le Parc-Westin Demeure Hôtels (av. Raymond Poincaré, 59, em Paris).
Em 1999, Ducasse fundou sua escola de gastronomia, um centro de treinamento para hoteleiros e restaurateurs.

## Início da vida e carreira
Ducasse nasceu em Orthez, no sudoeste da França, e foi educado em uma fazenda em Castel-Sarrazin. Em 1972, quando tinha dezesseis anos, Ducasse começou um aprendizado no restaurante Pavillon Landais em Soustons e na escola de hotel de Bordeaux. Após este aprendizado, ele começou a trabalhar no restaurante michel guérardem Eugénie-les-Bains enquanto também trabalhava para Gaston Lenôtre durante os meses de verão. Em 1977, Ducasse começou a trabalhar como assistente na Moulin de Mougins sob o lendário chef Roger Vergé, criador da Cuisine du Soleil,e aprendeu os métodos de culinária provençal pelos quais ele foi mais tarde conhecido.
Em 2012 ele ocupou 21 estrelas Michelin, tornando-se o segundo chef classificado em todo o mundo em termos de estrelas Michelin totais (Joël Robuchon tinha 31) e Gordon Ramsay tinha 17 na época.
A primeira posição de Ducasse como chef veio em 1980, quando ele assumiu as cozinhas da L'amandier em Mougins. Um ano depois, ele assumiu o cargo de chefe de cozinha no La Terrasse no Hôtel Juana em Juan-les-Pins. Em 1984, ele recebeu duas estrelas no Guia VermelhoMichelin. No mesmo ano, Ducasse foi o único sobrevivente de um acidente aéreo piper asteca que o feriu gravemente.

## Carreira como chef
Em 1986, Ducasse foi oferecido o cargo de Chef no Hôtel de Paris em Monte Carlo, com a administração incluindo o Le Louis XV do hotel. Depois de assegurar a si mesmo que as outras operações de restaurantes do Hotel estavam operando bem, Ducasse continuou a executar a gestão.
Em 1988, Ducasse expandiu-se para além da indústria de restaurantes e abriu a La Bastide de Moustiers, uma pousada de 12 quartos na Provença [1] e começou a alcançar interesses financeiros em outros hotéis da Provença. Em 12 de agosto de 1996, o restaurante Alain Ducasse foi inaugurado em Le Parc – Sofitel Demeure Hôtels, no 16º arrondissement de Paris. O Guia Vermelho premiou o restaurante com três estrelas apenas oito meses após a abertura.
Ducasse chegou aos Estados Unidos e em junho de 2000 abriu o restaurante Alain Ducasse no hotel Essex, em Nova York, na 160 Central Park South, recebendo as três estrelas do Red Guide em dezembro de 2005, no primeiro Guia Vermelho para NYC. Ducasse tornou-se o primeiro chef a ter 3 restaurantes premiados com 3 estrelas Michelin ao mesmo tempo. Esse restaurante fechou em 2007 quando Ducasse escolheu abrir um restaurante em Las Vegas chamado Mix, que mais tarde passou a ganhar uma estrela no Guia Vermelho Michelin. No início de 2008, Ducasse abriu a Adour, no Hotel St. Regis na Rua 16 com a K em Washington, D.C., e também abriu um Bistrô Mais casual Benoit New York, na 60 West 55th Street.
Em 2 de julho de 2011, Alain Ducasse preparou um jantar de gala multi-curso para o Príncipe Albert, sua noiva Charlene Wittstock, e seus 500 convidados da lista A em seu casamento real. Foi a primeira vez que Ducasse preparou uma refeição oficial para um chefe de Estado. Ele também foi responsável pela preparação do brunch pós-festividade em 3 de julho, em conjunto com Joël Robuchon.

## Reconhecimento
Ducasse tornou-se o primeiro chef a possuir restaurantes carregando três Estrelas Michelin em três cidades. O restaurante de Nova York foi retirado do Guia Michelin de 2007 porque o restaurante estava programado para fechar. Ducasse tornou-se conhecido através de sua escrita e influências. Ducasse também é apenas um dos dois chefs a deter 21 estrelas Michelin ao longo de sua carreira.
Ele foi convidado especial nas versões americana e italiana do MasterChef.  ele foi premiado com a Lifetime Achievement na Lista dos 50 Melhores Restaurantes do Mundo.

## Restaurantes e operações
Os restaurantes, escolas de culinária, livros de receitas e consultoria de Alain Ducasse tiveram receita de US$ 15,9 milhões em 2002. então, Ducasse vem expandindo seu alcance. Alain Ducasse também abriu uma escola de culinária para o público em geral em Paris e outra para chefs (ADF), que também trabalha para a Agência Espacial Europeia desenvolver refeições de astronautas a serem levadas ao espaço. Ducasse também é autor de inúmeros livros, sendo o mais famoso Alain Ducasse Enciclopédia Culinária.
Em 2005, Ducasse abriu seu primeiro restaurante asiático em Tóquio, Japão.
Os restaurantes da Ducasse incluem:
- 59 Poincaré (Paris, França)
- Adour (Nova York, EUA) – Fechado em 17 de novembro de 2012
- Restaurante Le Meurice, Alain Ducasse (Paris, França)
- Alain Ducasse au Plaza Athenee (Paris, França)
- Alain Ducasse no Dorchester (Londres, Reino Unido)
- Aux Lyonnais (Paris, França)
- Allard (Paris, França)
- La Trattoria (Mônaco)
- Be (BoulangEpicerie)
- Bege (Tóquio, Japão)
- Benoit (Paris, França) – bistrô
- Benoit (Tóquio, Japão) – bistrô
- Benoit (Nova York, EUA) – bistrô
- Esprit – bistrô
- Idam, Museu de Arte Islâmica, restaurante gastronômico Doha-Catar
- La Cour Jardin (Paris, França)
- Mix (Las Vegas, Nevada)
- La Terrasse du Parc
- Le Grill
- Le Rech
- [2] Le Jules Verne (Torre Eiffel, Paris, França)
- Le Louis XV (Mônaco)
- Le Relais du Parc (Paris, França)
- Le Relais Plaza, Hotel Plaza Athénée (Paris, França)
- La Bastide de Moustier (Moustier Ste Marie, França)
- Café MIA, no Museu de Arte Islâmica, Doha-Catar
- Tamaris (Beirute, Líbano)
- Rech por Alain Ducasse (Hong Kong)
- Rivea (Saint-Tropez, França)
- Rivea (Las Vegas, EUA) Mandalay Bay Resort and Casino
- Rivea (Londres, Reino Unido) Hotel Bulgari
- Colher (Beirute, Carthago, Gstaadt, Maurício)
- Trattoria Toscana L'Andana (Castiglione della Pescaia, Grosseto, Itália)

Em 2004, Alain Ducasse abriu um restaurante em um resort perto de Biarritz,no País Basco Francês. No entanto, após vários ataques de bombardeios de Irrintzi, uma organização nacionalista basca armada, que o acusou de ser um especulador e de "folclore" no País Basco, Ducasse decidiu deixar o País Basco.
Em 2010, Ducasse abriu um restaurante miX no W Hotel em Vieques, Porto Rico,mas ele fechou em 2012.

Em 29 de novembro de 2017, a Melco Resorts anunciou que a Alain Ducasse abrirá dois novos restaurantes e um bar no próximo Morpheus Hotel na Cidade dos Sonhos, Macau. Os restaurantes devem ser chamados de "Alain Ducasse at Morpheus" e "Voyages by Alain Ducasse". março de 2017, a Ducasse abriu a Rech por Alain Ducass no Intercontinental Hong Kong. 